# Wehrkreis XIII

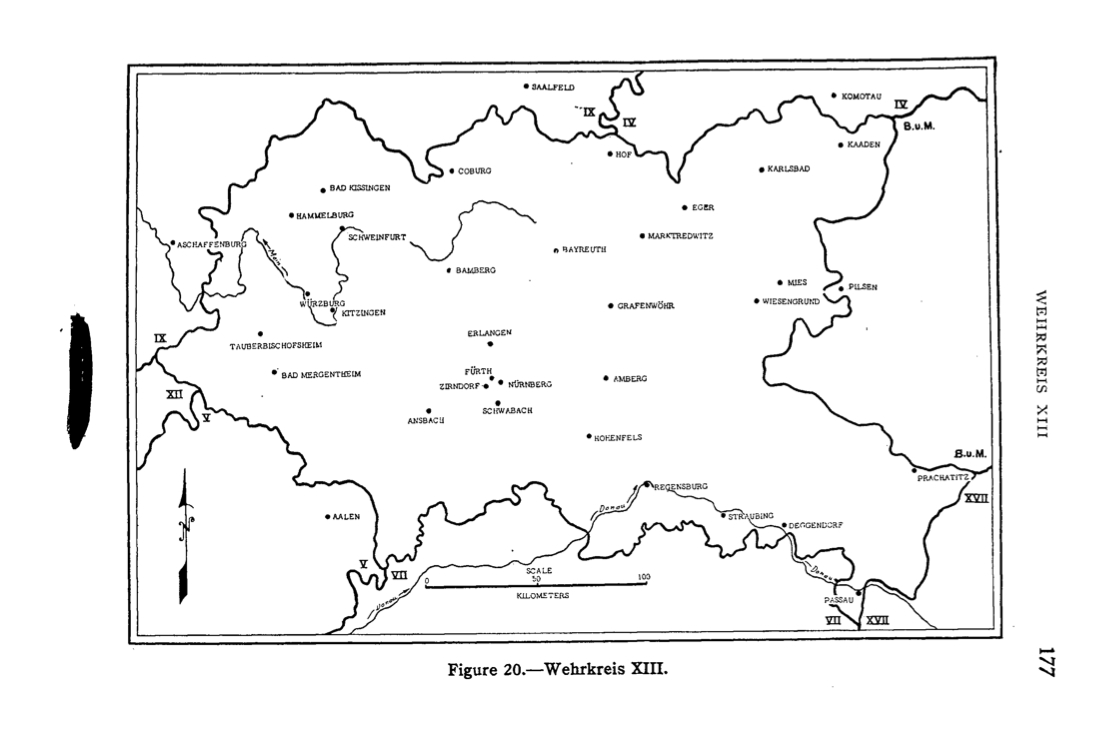
Carte de la 13e région militaire en 1944.

Le Wehrkreis XIII (WK XIII) était la 13e région militaire allemande qui contrôlait le nord de la Bavière et l'ouest de la Bohême. Cette région est formée par un découpage du WK VII à l'automne 1937.

## Divisions administratives
Le siège de la 13e région militaire était à Nuremberg. Le WK XIII est envahi par l'Ouest à partir de mars 1945.

## Commandants et Gouverneurs (Befehlshaber)
Le commandant du Generalkommando XIII. Armeekorps et gouverneur de la 13e région militaire
- General der Kavallerie Maximilian von Weichs 1er octobre 1937 - 26 août 1939 (mobilisation)

Les gouverneurs de la 13e région militaire.
1. General der Artillerie Friedrich von Cochenhausen 26 août 1939 - 30 avril 1942
2. General der Infanterie Mauritz von Wiktorin 30 avril 1942 - 15 août 1944
3. General der Infanterie Karl Weisenberger 15 août 1944 - 26 mars 1945 (mobilisation de la région)